# Requiem für Django
Requiem für Django (Originaltitel: Réquiem para el gringo) ist ein spanisch koproduzierter Italowestern, den José Luis Merino 1968 inszenierte. Der von der Kritik mittelmäßig aufgenommene Film wurde in Deutschland in einer um fast 20 Minuten gekürzten Version erstmals am 20. Juni 1969 aufgeführt.

## Inhalt
Bandit Porfirio Carranza reitet mit seinen Leuten nach einem erfolgreichen Raubüberfall auf die einsam gelegene Farm von Ramirez; um die Verfolger abzuhängen, teilt sich die Bande in mehrere Gruppen. Eine dieser Gruppen versucht sich bei der Ranch von Ross am Pferdediebstahl, wird jedoch von Ross bis auf den letzten Mann ausgelöscht.
Auf Ramirez' Farm ist inzwischen Dan, Ross' Bruder eingetroffen, der dort seinen Freund besuchen will. Carranzas Männer töten ihn. Nun beginnt Ross einen Rachefeldzug gegen die einzelnen Gruppen der Gangster, den er erfolgreich gestalten kann. Während einer Sonnenfinsternis trifft er zum finalen Duell auf Carranza.

## Kritik
Das Lexikon des internationalen Films bezeichnet den Film als „brutal“. Dagegen bewertet ihn Ulrich P. Bruckner in seinem Werk "Für ein paar Leichen mehr" als „gut“.

## Bemerkungen
Der Django dieses Films ist nicht nur astronomisch interessiert, sondern trägt eine westernuntypische Leopardenfelljacke.
Das Filmlied Sandstorm wird interpretiert von I Cantori Moderni.
Die deutsche Kinofassung war stark gekürzt und lief 81 Minuten.